# Фауле

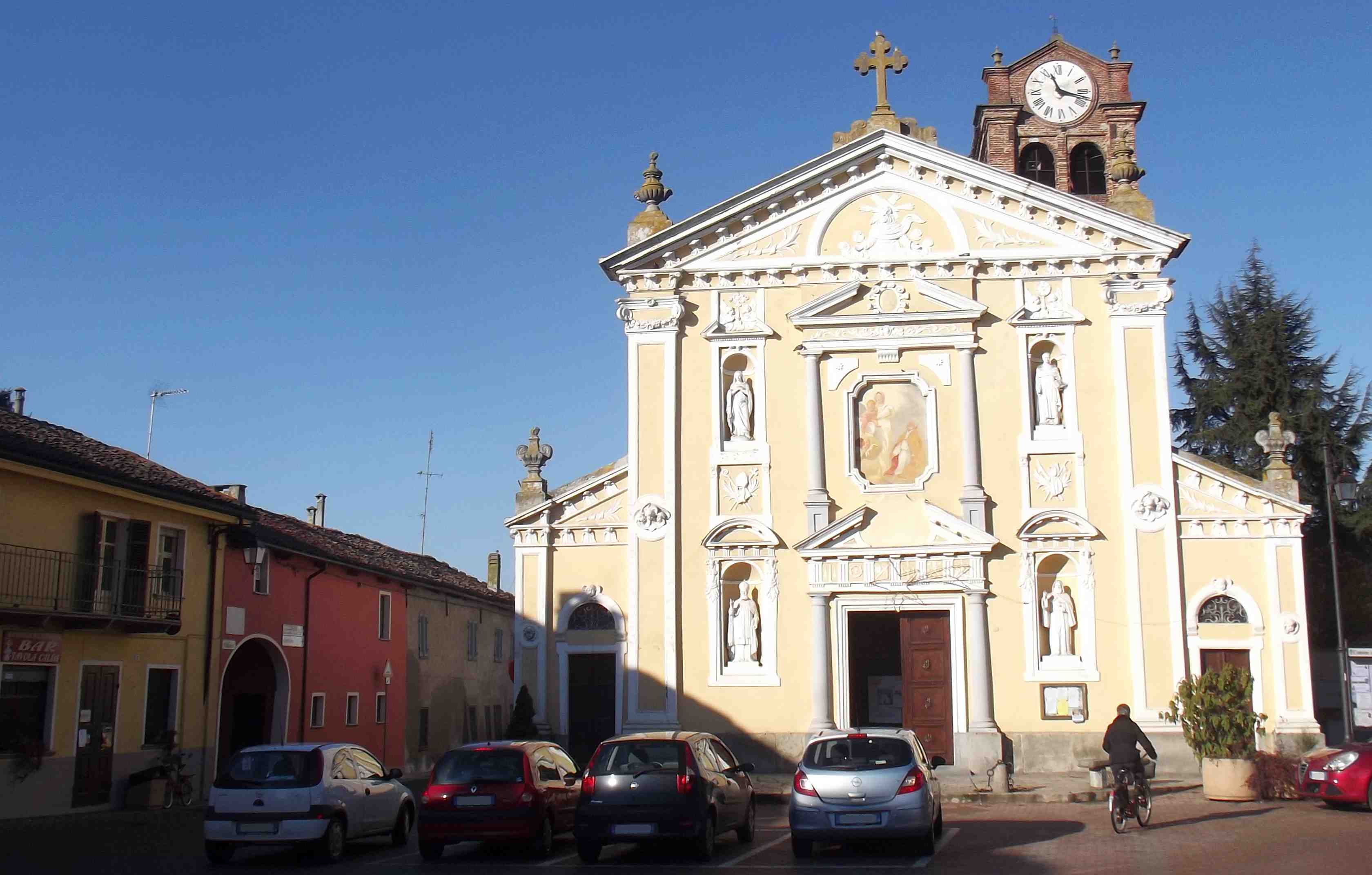
Приходской храм священномученика Власия (La Gèsia)

Фауле (итал. Faule) — коммуна в Италии, располагается в регионе Пьемонт, в провинции Кунео.
Население составляет 461 человек (2008 г.), плотность населения составляет 67 чел./км². Занимает площадь 7 км². Почтовый индекс — 12030. Телефонный код — 011.
Покровителями коммуны почитаются катакомбные святые, празднование во второе воскресение октября. В коммуне имеется храм, освящённый в честь священномученика Власия.

## Демография
Динамика населения:

## Города-побратимы
- Умберто Примо, Аргентина (1997)

## Администрация коммуны
- Официальный сайт: http://www.comune.faule.cn.it